# Murgh makhani
Il murgh makhani (hindi मुर्ग़ मक्खनी, traslitterato mʊrg məkʰni), letteralmente pollo al burro, è un piatto indiano.

## Storia
Il piatto fu ideato per caso quando Kundan Lal Gujral, Kundan Lal Jaggi e Thakur Dass, tre ristoratori punjabi ricordati per aver inaugurato la catena di ristoranti indiana Moti Mahal Delux, combinarono del pollo avanzato a salsa di pomodoro, burro e panna. Oggi il pollo al burro è il più famoso piatto indiano del mondo e viene anche utilizzato come ripieno per torte salate in Australia e Nuova Zelanda.

## Preparazione
Per la preparazione del murgh makhani, un pollo viene marinato per diverse ore in un succo di limone, dahi (yogurt indiano) e una miscela di peperoncino rosso del Kashmir, sale, garam masala, zenzero e aglio tritato.
Il pollo viene solitamente cotto in un tandoor (un tradizionale forno di argilla), ma può essere grigliato, arrostito o fritto in padella. Viene servito con una salsa al curry con burro, pomodori e cipolle che viene fatta bollire lentamente fino a quando l'acqua evapora. La salsa del murgh makhani può essere resa più o meno diluita a seconda della ricetta utilizzata per preparare tale piatto. Le spezie utilizzate per la ricetta includono cardamomo, cumino, chiodi di garofano, cannella, coriandolo, pepe, garam masala e fieno greco. La ricetta può anche essere addensata con pasta di anacardio.